# Ana Álvarez de Toledo y Pacheco
Ana Álvarez de Toledo y Pacheco (Madrid, 13 de maig de 1693-Calzada de Oropesa, 29 de gener de 1739), de nom religiós Ana Agustina de Jesús María, va ser una noble i religiosa agustiniana recol·lecta espanyola.
Nascuda a Madrid, el 13 de maig de 1693, com la filla més petita d'una família noble. Era filla dels comtes d'Oropesa, Manuel Joaquín Álvarez de Toledo, membre del Consell Reial i del Consell de Castella, i Isabel Pacheco Téllez-Girón, fundadors d'un convent de religioses agustinianes recol·lectes a la vila de la Calzada de Oropesa. El 1700 va acompanyar els seus pares en una visita al convent i volgué ingressar-hi; al cap de sis mesos prengué l'hàbit i entrà com a novícia, període durant el qual va destacar en virtut i humilitat. El 1714, a la mort de l'anterior priora, va ser nomenada priora de la comunitat pels mèrits que havia assolit fins llavors; com només el convent hagué de demanar una dispensa papal per raons d'edat. Més tard, després d'un breu període sense exercir el càrrec, fou reelegida el 1719 i des de llavors continuà en el càrrec fins a la seva mort a causa d'una llarga malaltia, el 29 de gener de 1739, a l'edat de 45 anys i després de 38 anys a la comunitat de recol·lectes.